# Distrito de Müritz
El Distrito de Müritz (en alemán: Landkreis Müritz) fue un distrito ubicado al sur del estado federal de Mecklemburgo-Pomerania Occidental. Los distritos vecinos al norte fueron el distrito de Demmin, al este el distrito de Mecklemburgo-Strelitz así como la ciudad independiente (kreisfreie Stadt) de Nuevo Brandeburgo, al sur el distrito del estado federal de Brandeburgo Prignitz Oriental-Ruppin, al oeste el distrito de Parchim y al noroeste el distrito de Güstrow. Desde 2011 su territorio es una parte del distrito de la Meseta de lagos de Mecklemburgo.

## Geografía
El distrito de Müritz debe su nombre a los lagos que llamados Müritz. Al este del Müritz tiene el distrito un parque natural denominado parque natural de Müritz, al noroeste el parque natural de Nossentiner-Schwinzer Heide y al norte el parque natural de Mecklenburgische Schweiz und Kummerower See.

## Ciudades y comunidades
(Einwohner am 30. Juni 2006)
Ciudades
- Waren, ciudad * (21.422)

Unión de Municipios/Ciudades
| - 1. Amt Malchow 1. Alt Schwerin (555) 2. Fünfseen (1.256) 3. Göhren-Lebbin (624) 4. Malchow, ciudad * (7.149) 5. Nossentiner Hütte (734) 6. Penkow (299) 7. Silz (375) 8. Walow (575) 9. Zislow (192) - 2. Amt Penzliner Land 1. Alt Rehse (332) 2. Ankershagen (682) 3. Groß Flotow (152) 4. Groß Vielen (368) 5. Klein Lukow (266) 6. Krukow (182) 7. Lapitz (168) 8. Mallín (417) 9. Marihn (266) 10. Möllenhagen (1.867) 11. Mollenstorf (264) 12. Penzlin, ciudad * (2.589) 13. Puchow (147) | - 3. Amt Röbel-Müritz 1. Altenhof (406) 2. Bollewick (422) 3. Buchholz (148) 4. Bütow (495) 5. Fincken (433) 6. Gotthun (296) 7. Grabow-Below (136) 8. Groß Kelle (147) 9. Jaebetz (174) 10. Kambs (277) 11. Kieve (150) 12. Lärz (575) 13. Leizen (534) 14. Ludorf (515) 15. Massow (223) 16. Melz (401) 17. Priborn (425) 18. Rechlin (2.269) 19. Röbel/Müritz, ciudad * (5.357) 20. Schwarz (413) 21. Sietow (649) 22. Stuer (287) 23. Vipperow (435) 24. Wredenhagen (533) 25. Zepkow (236) | - 4. Amt Seenlandschaft Waren [Sitz: Waren (Müritz)] 1. Grabowhöfe (1.066) 2. Groß Dratow (394) 3. Groß Gievitz (487) 4. Groß Plasten (816) 5. Hinrichshagen (174) 6. Hohen Wangelin (742) 7. Jabel (584) 8. Kargow (752) 9. Klink (1.174) 10. Klocksin (419) 11. Lansen-Schönau (490) 12. Moltzow (361) 13. Neu Gaarz (129) 14. Schloen (466) 15. Schwinkendorf (574) 16. Torgelow am See (451) 17. Varchentin (389) 18. Vielist (528) 19. Vollrathsruhe (502) |